# Need for Speed: Hot Pursuit (joc video din 2010)
Need for Speed: Hot Pursuit este un joc video produs de Electronic Arts, parte a seriei Need for Speed. A fost dezvoltat de Criterion Games și publicat de Electronic Arts pentru platformele  PlayStation 3, Xbox 360, Microsoft Windows și iPhone.  O versiune pentru Wii a fst dezvoltată de Exient. Hot Pursuit este al 16-lea titlu din serie și a fost lansat în noiembrie 2010.
Need for Speed Hot Pursuit introduce o rețea socială revoluționară, numită Need for Speed Autolog, care conectează direct jucătorii cu prietenii lor prin înregistrarea și compararea automată a performantelor fiecărei persoane. Jocul este disponibil și în România pentru platformele Xbox 360, PlayStation3, PC. A fost bine primit de criticii de la E3 2010 și i-a fost acordat premiul de "Cel mai bun joc de curse" din partea Game Critics Awards, precum și alte premii.